# Сьомаки (Хмільницький район)
Сьомаки́ — село в Україні, у Хмільницькій міській громаді Хмільницького району Вінницької області. Населення становить 630 осіб.

## Географія
Селом протікає річка Хвоса, яка впадає у Сниводу, ліву притоку Південного Бугу.

## Історія
З 7 березня 1923 у складі Уланівського району Вінницької округи Подільської губернії.
17 червня 1925 року перейшло до складу Пиківського району.
Пиківський район розформований 21 березня 1929 року.
12 червня 2020 року, відповідно до Розпорядження Кабінету Міністрів України № 707-р, «Про визначення адміністративних центрів та затвердження територій територіальних громад Вінницької області», увійшло до складу Хмільницької міської громади.
19 липня 2020 року, в результаті адміністративно-територіальної реформи і ліквідації колишнього Хмільницького району(1923—2020), село увійшло до складу новоутвореного Хмільницького району.

## Персоналії
У селі народиись:
- Ковилін Василь Олександрович (1995—2024) — солдат Національної гвардії України, учасник російсько-української війни, Герой України (посмертно, 2025).